# Feketehasú szúnyogevő
A feketehasú szúnyogevő (Conopophaga melanogaster) a madarak osztályának verébalakúak (Passeriformes) rendjébe és a szúnyogevőfélék (Conopophagidae) családjába tartozó faj.

## Rendszerezése
A fajt Édouard Ménétries francia zoológus írta le 1835-ben.

## Előfordulása
Brazília és Bolívia területén honos. Természetes élőhelyei a szubtrópusi és trópusi síkvidéki esőerdők. Állandó, nem vonuló faj.

## Megjelenése
Testhossza 16 centiméter. A nemének legnagyobb faja.
|  |

## Életmódja
Ízeltlábúakkal táplálkozik.

## Természetvédelmi helyzete
Az elterjedési területe nagyon nagy, egyedszáma pedig stabil. A Természetvédelmi Világszövetség Vörös listáján nem fenyegetett fajként szerepel.